# Флаг протектората Кромвеля
Флаг протектората Кромвеля — официальный флаг протектората Кромвеля с 1658 по 1659 год. Представлял собой комбинацию флага Союза (комбинации флагов Англии и Шотландии) с ирландской арфой в центре. Флаг протектората заменил Флаг Содружества и, в свою очередь, его в 1659 году сменил восстановленный Флаг Союза, символизирующий единство короны Англии и Шотландии, после того, как была восстановлена монархия во главе с королём Карлом II. Флаг Союза, в переработанной форме, стал официальным флагом Королевства Великобритании в 1707 году.